# Typhlocirolana rifana
Typhlocirolana rifana is een pissebed uit de familie Cirolanidae. De wetenschappelijke naam van de soort is voor het eerst geldig gepubliceerd in 1953 door Margalef.